# Veneza (São Miguel)
Veneza es una localidad caboverdiana del municipio de São Miguel.

## Geografía
La localidad está situada en la isla Santiago.

## Organización territorial
La localidad abarca los lugares y barrios de:
- África 70
- Balneário
- Barreira
- Kizomba
- Monte Sossego
- Monte Terra
- Nova Estrela (Casa Velha)
- Palmarejo (Cidadela) (Cabeça Lagoa)
- Ponta Mar
- Ponta Ribeira
- Rioró
- Rua Atrás
- Veneza